# Стенел (Андрогејев син)
Стенел је у грчкој митологији био Андрогејев син и унук краља Миноја.

## Митологија
Када је Херакло путовао у земљу Амазонки, пролазио је преко острва Пароса на коме су Минојеви синови Еуримедонт, Нефалион, Хрис и Филолај убили два члана Хераклове дружине. Херакле је убио сву четворицу, али је почео да опседа град све док му његови становници нису дозволили да узме замену за људе које је изгубио. Одлучио се за браћу Стенела и Алкеја који су кренули са њим у даље авантуре. Касније, Херакле је поставио Стенела за једног од владара острва Тасос, када је са њега протерао Трачане.